# Live: In the Round, in Your Face
Live: In the Round, in Your Face è il primo film concerto del gruppo musicale britannico Def Leppard, pubblicato nel 1989 dalla Universal Music Group. È stato registrato presso la McNichols Sports Arena di Denver, in Colorado, il 12 febbraio 1988 durante il tour promozionale dell'album Hysteria. Il titolo è un riferimento al particolare palco circolare posizionato al centro dell'arena, che permetteva a chiunque di avere un contatto ravvicinato con la band e lo spettacolo. Il film concerto è stato diretto da Wayne Isham.
Nel 2001 è stato pubblicato in DVD insieme a Historia.

## Tracce
1. Rocket Intro / Do I Feel Lucky? (dal film Ispettore Callaghan: il caso Scorpio è tuo!)
2. Stagefright
3. Rock! Rock! (Till You Drop)
4. Women
5. Too Late for Love
6. Hysteria
7. Gods of War
8. Die Hard The Hunter
9. Bringin' On the Heartbreak
10. Foolin'
11. Armageddon It
12. Animal
13. Pour Some Sugar on Me
14. Rock of Ages
15. Photograph

La strumentale in sottofondo durante il montaggio di apertura che mostra il pubblico che entra nell'arena e la band che si riscalda nel backstage, è una modifica del "Lunar Mix" di Rocket (che si trova nell'edizione "deluxe" dell'album Hysteria pubblicata nel 2006), mentre nei crediti finale è presente la strumentale Switch 625 (dall'album High 'n' Dry).
Durante il concerto sono stati eseguiti anche i brani Don't Shoot Shotgun, Let It Go, Tear It Down e Travelin' Band che non sono tuttavia inclusi nella VHS e nel DVD.